# Приборівка
Прибо́рівка — село в Україні, у Турбівській селищній громаді Вінницького району Вінницької області. Населення становить 1168 осіб. 

## Історія
Одне з найбільших сіл району. Перші згадки про село датуються 1630 роком, належало до Брацлавського повіту. Через село проходить автодорога Вінниця - Турбів. На околицях села є великі лісові масиви. 
За давніми переказами назва села походить від слова «бір», тобто сосновий ліс, який займав територію, де нині знаходиться село, звідси й назва – при  борові.
Проте історичні дослідження свідчать, що назва села походить від сививківського пана Пшибуровського, який у 1642 році дав дозвіл на поселення людей у районі сучасного села. Місце, де починалося село, люди й нині називають «Займисько». Через село протікає річка Кобильня (також зустрічаються назви Ковильна, Кобильна).
Північно-східна сторона села оточена мішано-сосновим лісом, північно-західна – оточена частково лісами та полями, південно-західна – полями.
У 1869 році старостою села був Артем Цимбалюк. З архівних документів відомо, що 31 грудня цього року скликано схід села, де ухвалили рішення про будівництво школи, яка існує до нині.
У 1898 році замовлено проєкт на церкву (архітектор Нюхалов). Свято-Покровська церква у Приборівці збудована у 1905 році.
У 1922 році утворена сільськогосподарська спілка «Праця», а з березня 1923 року – сільськогосподарське універсальне товариство.
Під час Голодомору 1932-1933 років у селі померло 14 чоловік.
20 липня 1941 року у село увійшли німецько-фашистські загарбники. З перших днів війни близько 200 приборівчан мобілізовано до лав Червоної армії, призивним пунктом був Турбівський військовий комісаріат.
У роки окупації старостою був мешканець Андрій Харитонович Мельничук, який досить жорстко поводився з селянами та всебічно сприяв відправці молоді на примусові роботи до Німеччини. При його допомозі та поліцаїв-односельчан відправлено близько 16 молодих людей. З метою забезпечення солдатів Вермахту продуктами харчування у селі відновили колгосп, головою якого призначили селянина Оксентія Мельничука.
При відступі бійці Червоної армії підірвали міст, який з’єднував дорогу Вінниця–Турбів–Липовець. Фашисти примусили місцевих мешканців його відбудовувати. У селі фронт не проходив, загарбники тут відпочивали після боїв, що проходили у районі Зозова та Вахнівки. На фронт виїжджали на конях, автомобілях та танках.
10 січня 1944 року над селом пролітала ескадрилья із 12 радянських літаків-штурмовиків. Над місцем, де розташована школа, один літак був збитий ворожою зеніткою. Підбита машина пролетіла над територією радгоспу та впала поблизу свинарника. Літак вибухнув та розколовся на дві частини, носова частина і корпус розлетілися у різні сторони. За свідченням очевидців з літака випало двоє обгорілих льотчиків, один з яких був мертвим, а інший живим. Коли на місце падіння літака підбігли місцеві мешканці та фашисти, то німецький офіцер ударом чобота добив живого льотчика, а потім облив голову бензином та підпалив
Жителі села одразу хотіли поховати льотчиків, але фашисти не дозволили. Наступного дня Тодора Антонівна Мельничук забрала документи загиблих, а Володимир Кобзар пішов до коменданта за дозволом на поховання загиблих воїнів. Той неохоче дозволив, але при умові поховання на місці падіння літака.
Тіла льотчиків поховали біля школи, висадивши біля могил дві берези, а в 1961 році перенесли до братської могили у смт Турбові. З нагоди 50-річчя Перемоги з метою вшанування загиблих льотчиків на території школи встановлено пам’ятний знак «Козачата – соколам».
14 березня 1944 року село звільнено бійцями 183-ї та 70-ї гвардійської дивізії 1-го Українського фронту під час Проскурівсько-Чернівецької операції під командуванням маршала Г.К. Жукова.
Із фронту не повернулося 94 мешканці села, їх могили розкидані по всій Європі. Односельчани увіковічнили їх пам’ять у пам’ятнику «Скорботна мати».
Одразу після звільнення села запрацювала початкова школа, яка у 1961 році отримала статус восьмирічної.
Станом на 2014 рік у селі проживало 1578 осіб.

## Населення

### Мова
Розподіл населення за рідною мовою за даними перепису 2001 року:
| Мова       | Кількість | Відсоток |
| ---------- | --------- | -------- |
| українська | 1159      | 99.23%   |
| російська  | 7         | 0.59%    |
| білоруська | 1         | 0.09%    |
| болгарська | 1         | 0.09%    |
| Усього     | 1168      | 100%     |

## Освіта
В селі працює загальноосвітня школа I-II ступенів. Більшість учнів повну середню освіту продовжує здобувати в Турбівській середній школі №1.

## Церква

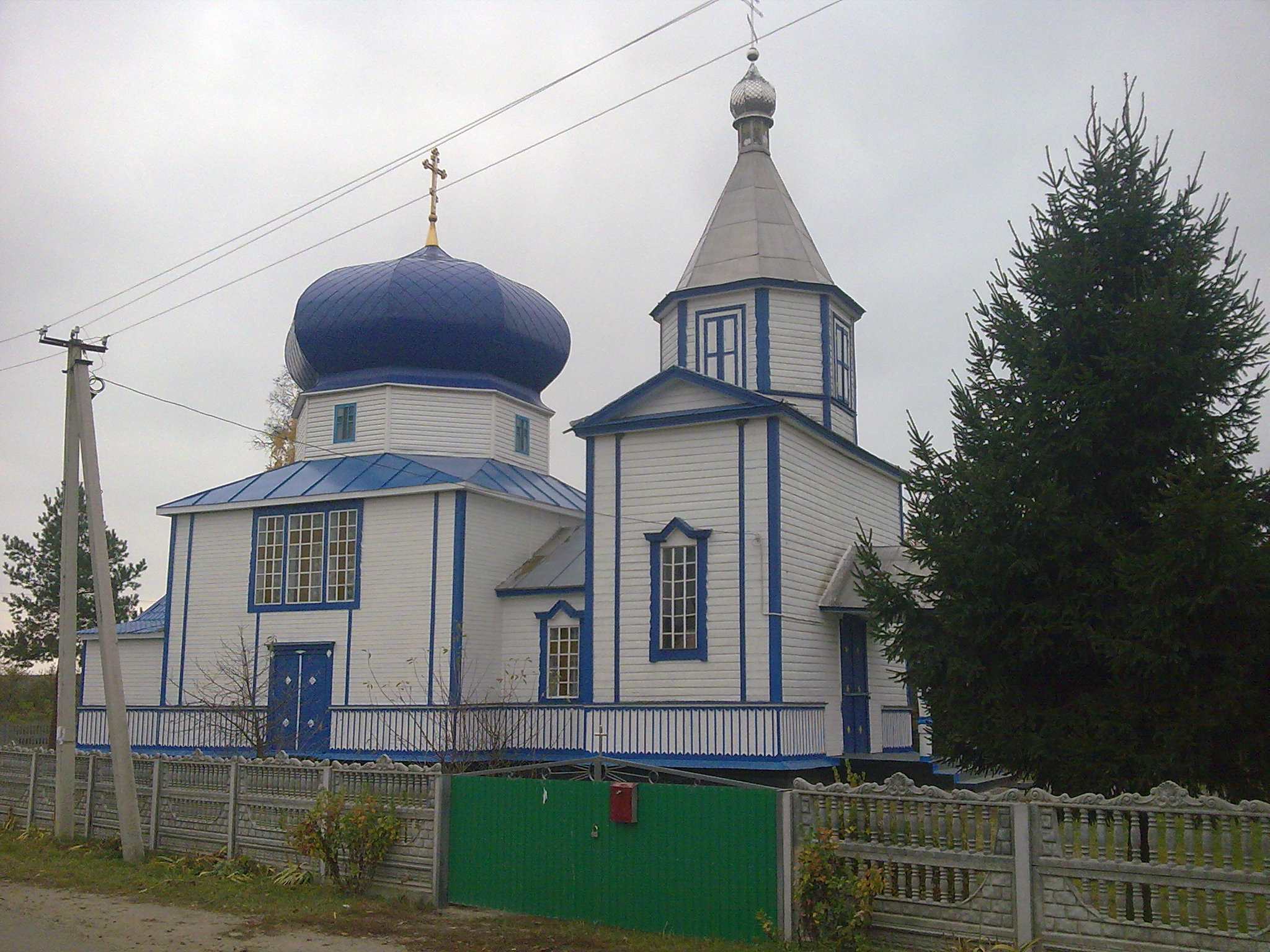
Приборівська церква

В селі діє Свято-Покрівська православна церква 1905 року побудови. У липні 2007 року вночі кульова блискавка влучила у купол церкви. Через декілька місяців пошкоджену покрівлю відновили, але замінити хрест громовідводом церковники не забажали, сподіваючись, що молитися в пожежонебезпечній церкві - діло "богоугідне". 

## Галерея

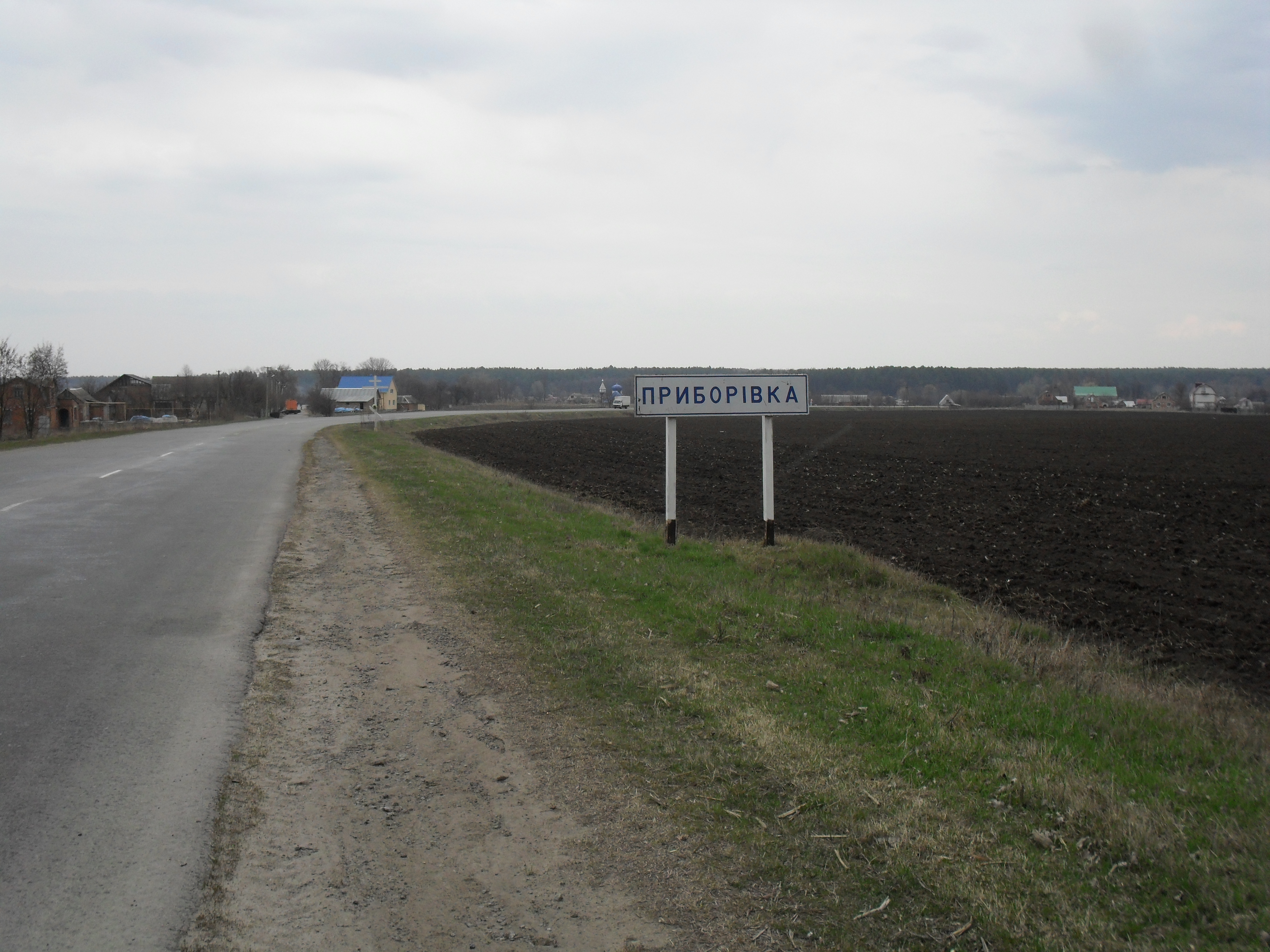
В'їзний знак зі сторони Вінниці
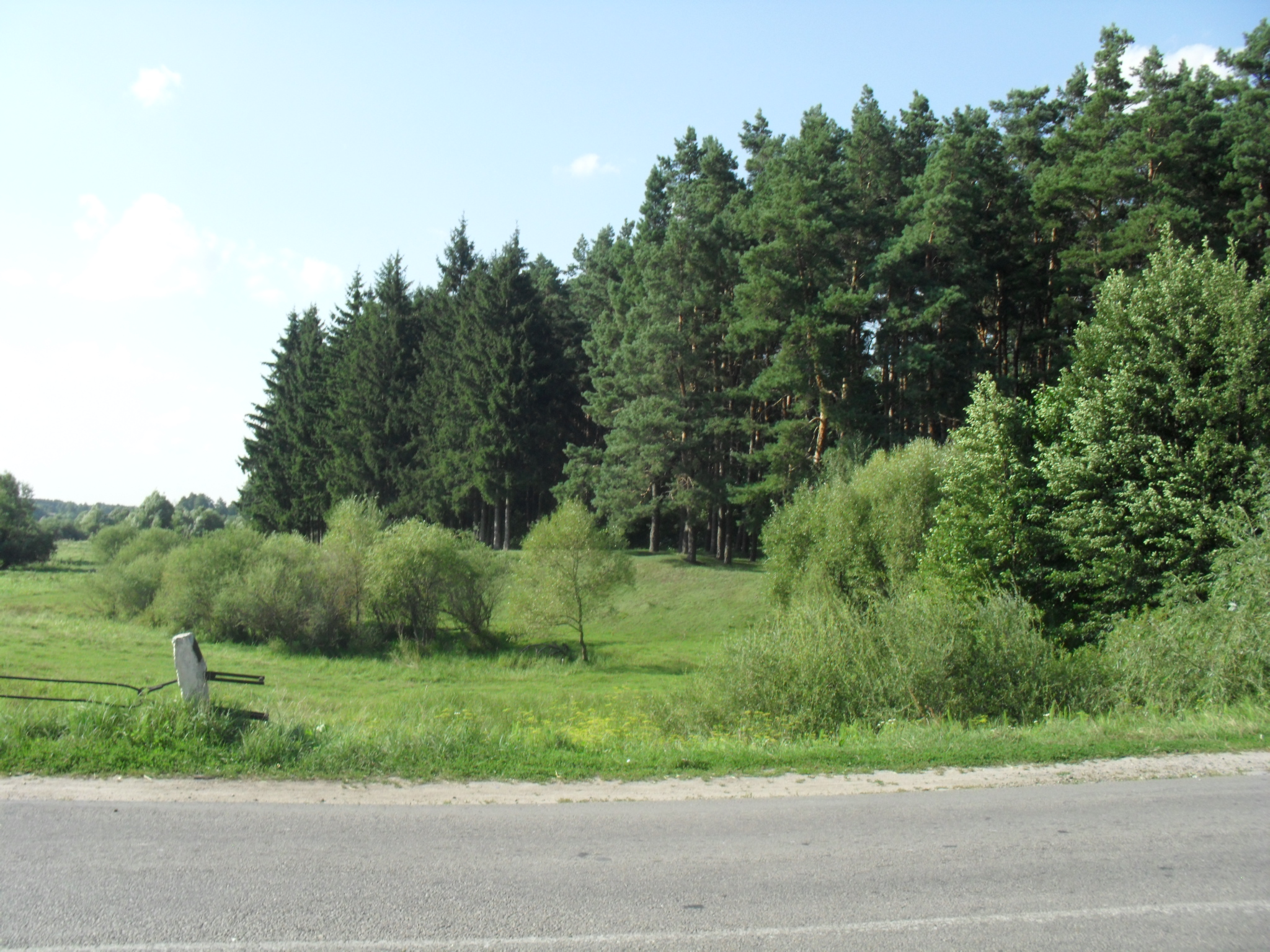
Краєвид
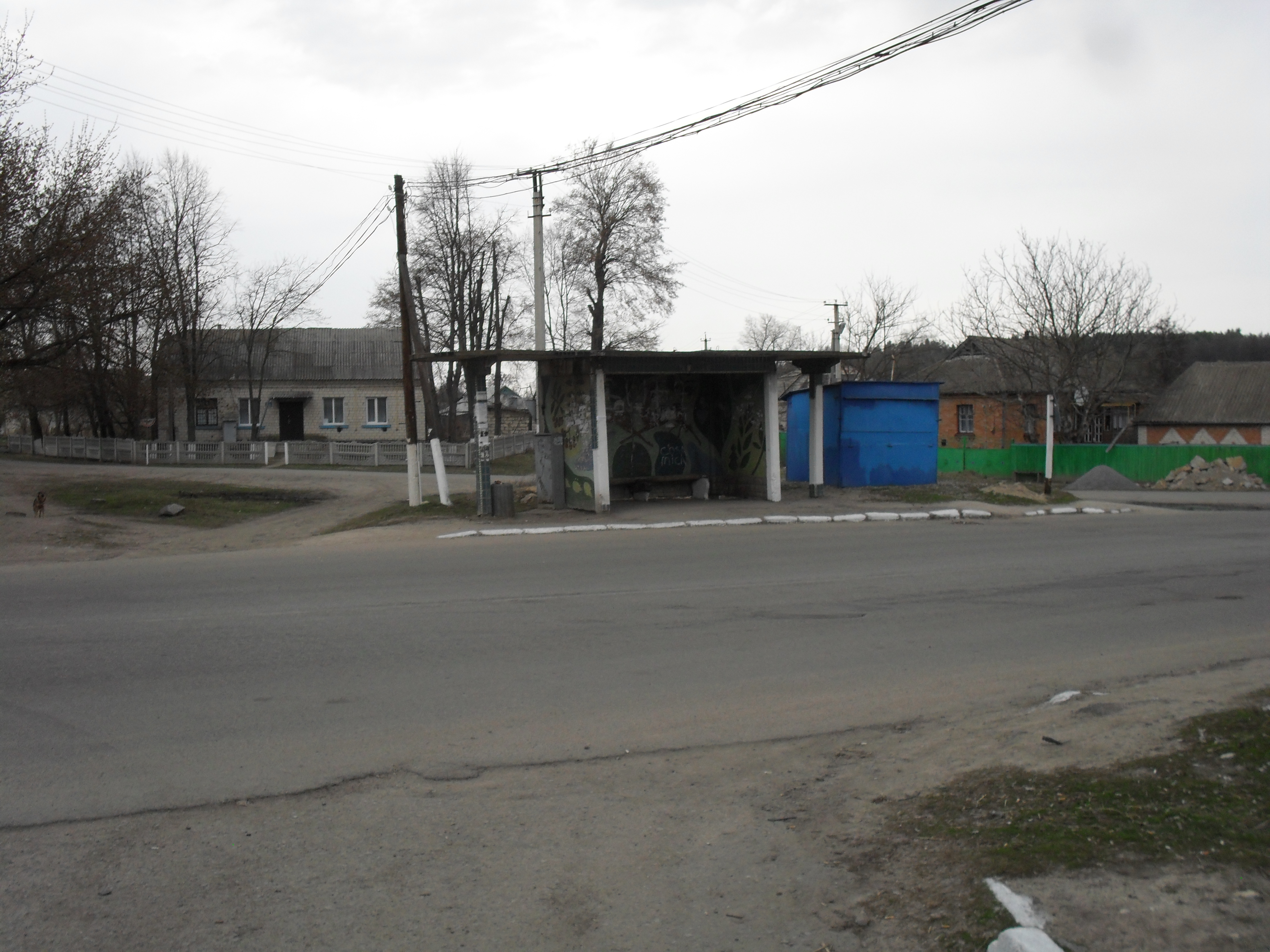
Автобусна зупинка
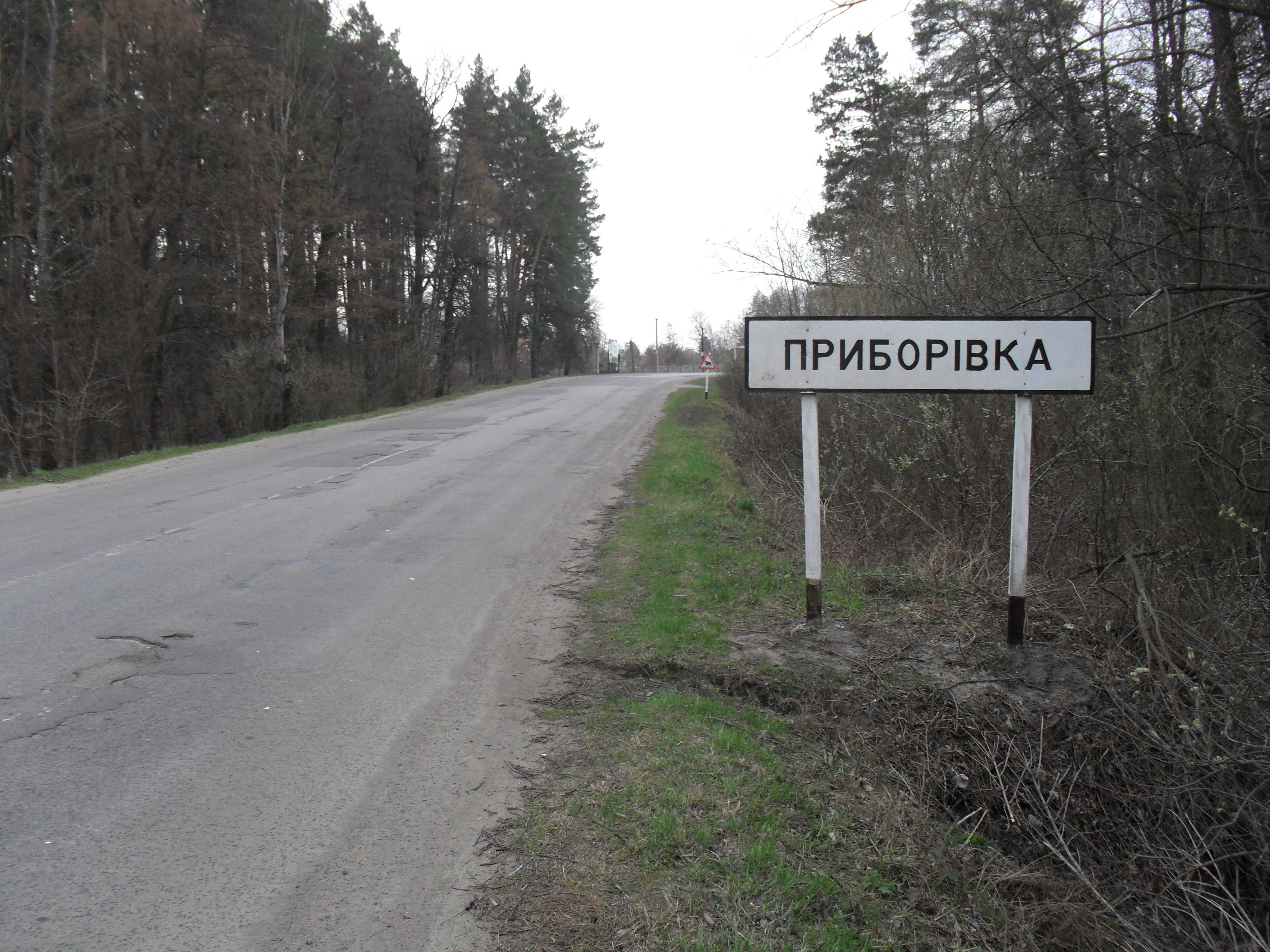
В'їзний знак зі сторони Турбова
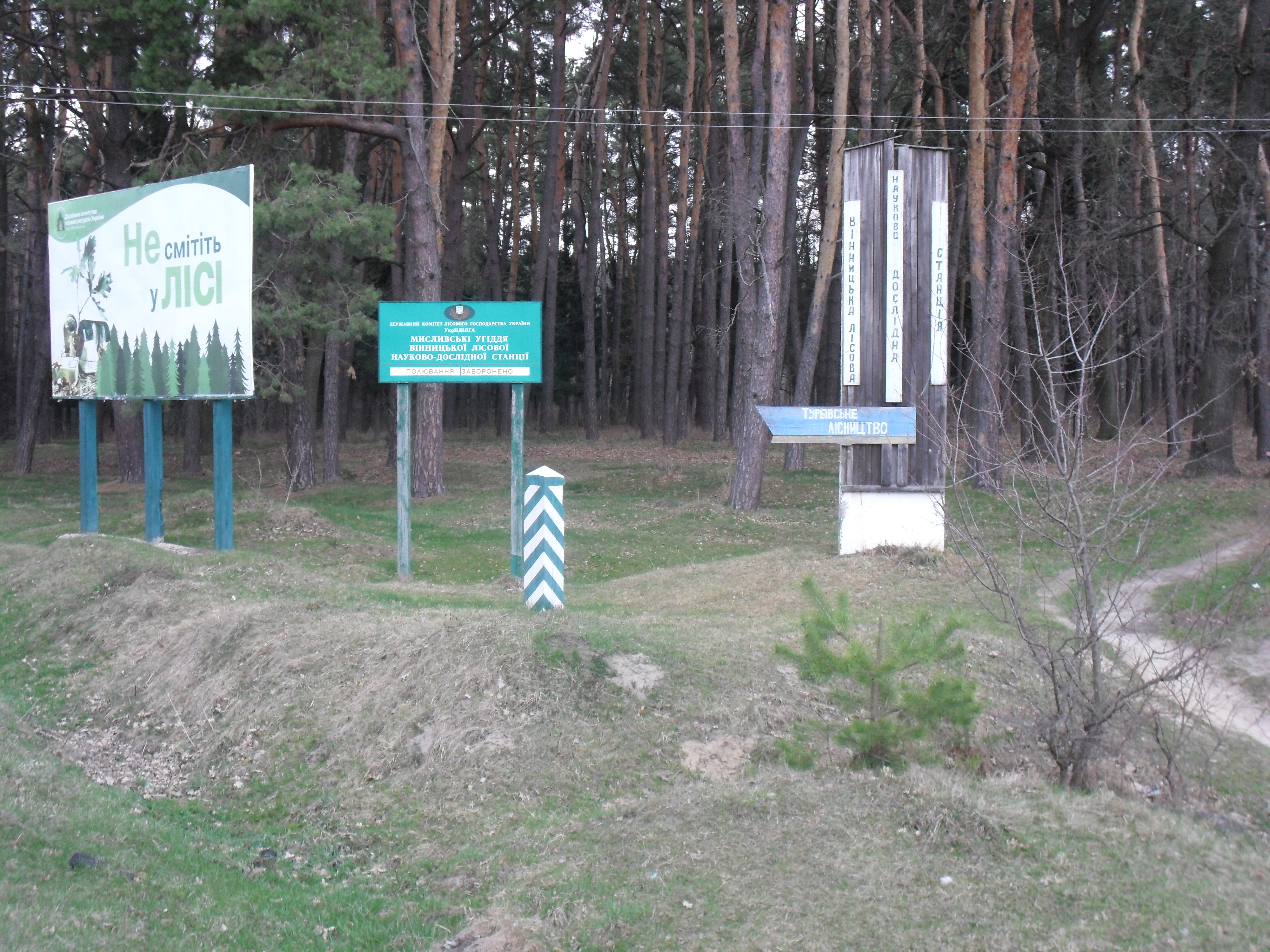
Лісництво
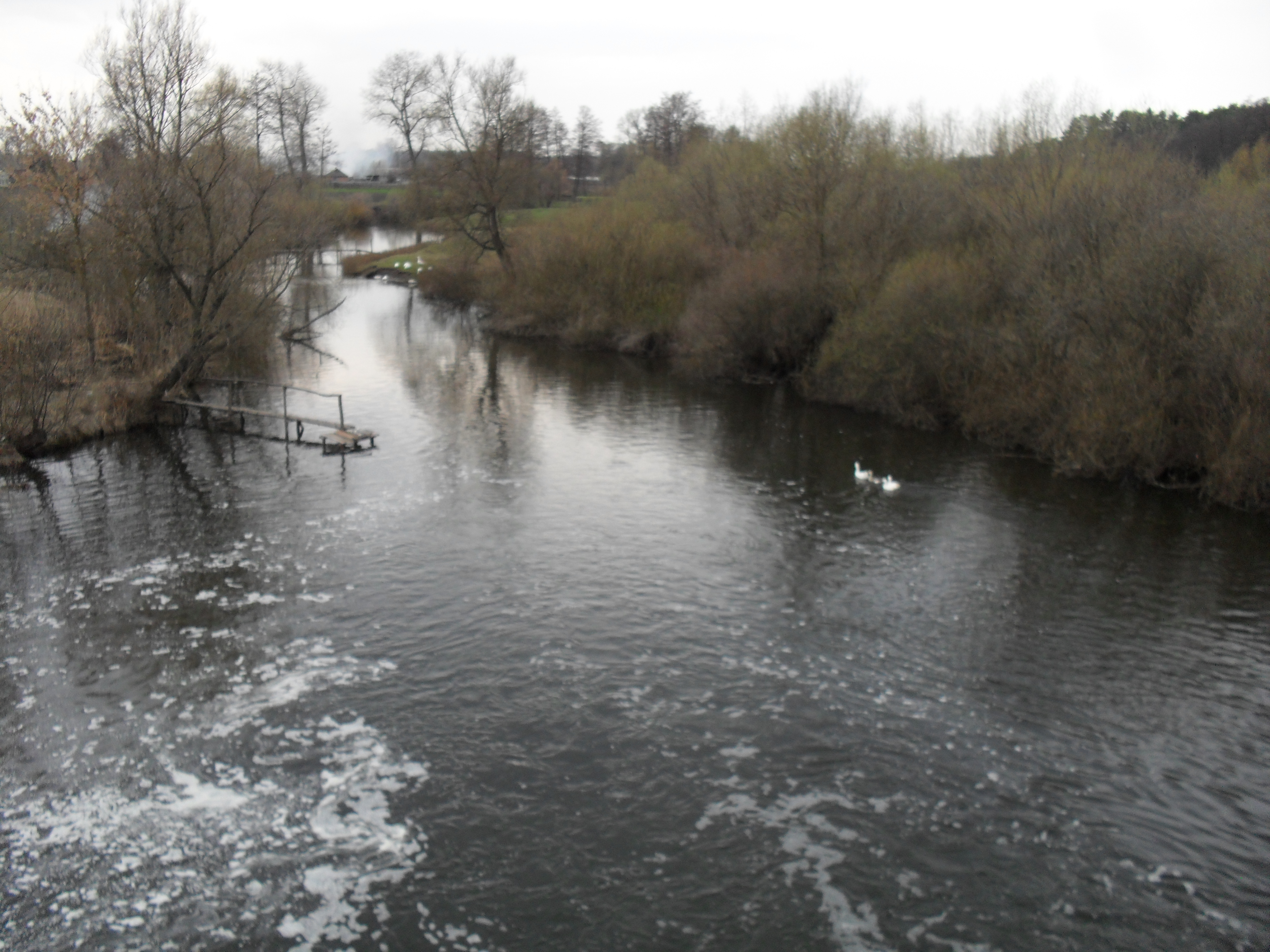
Річка
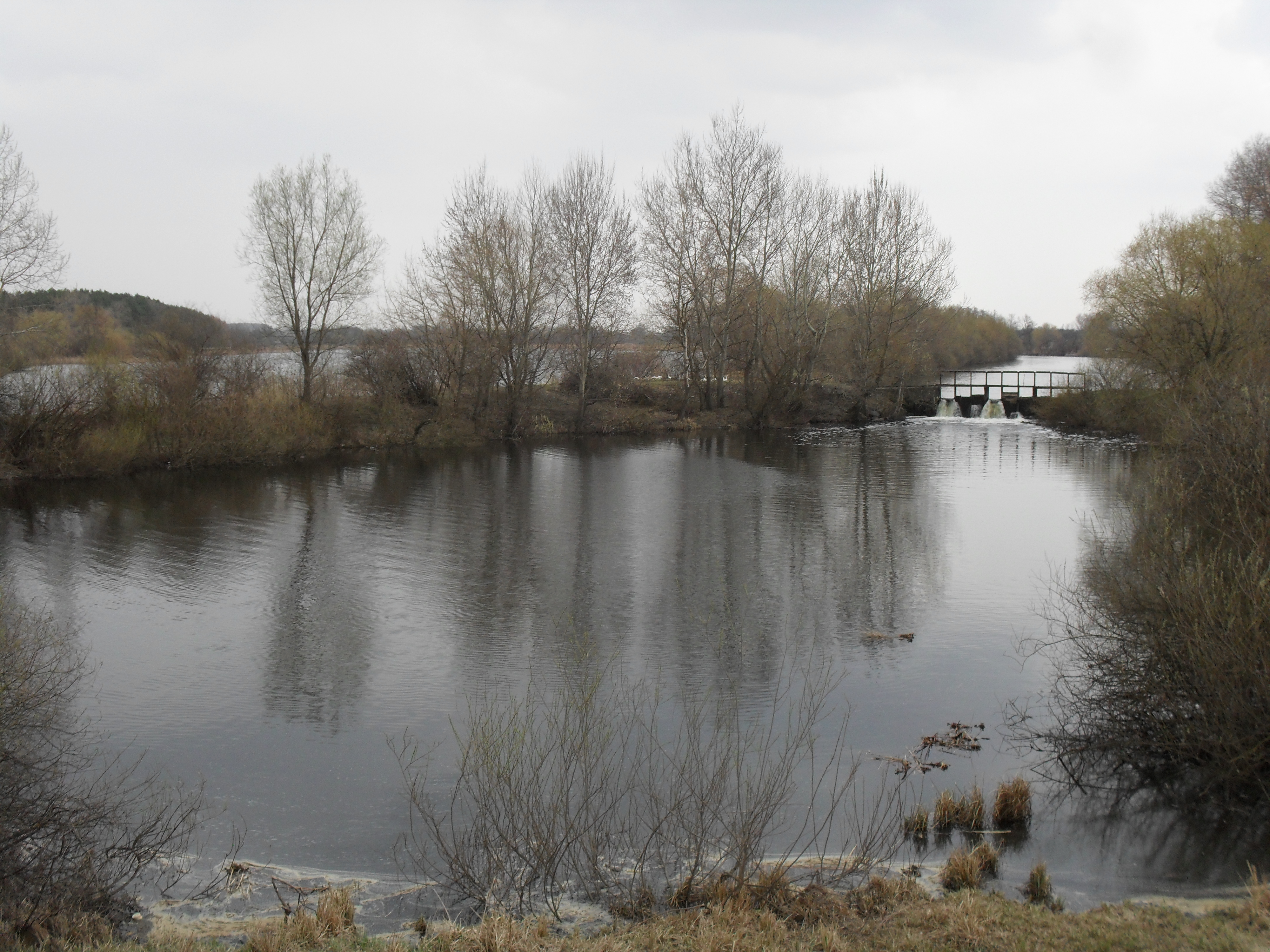
Річка
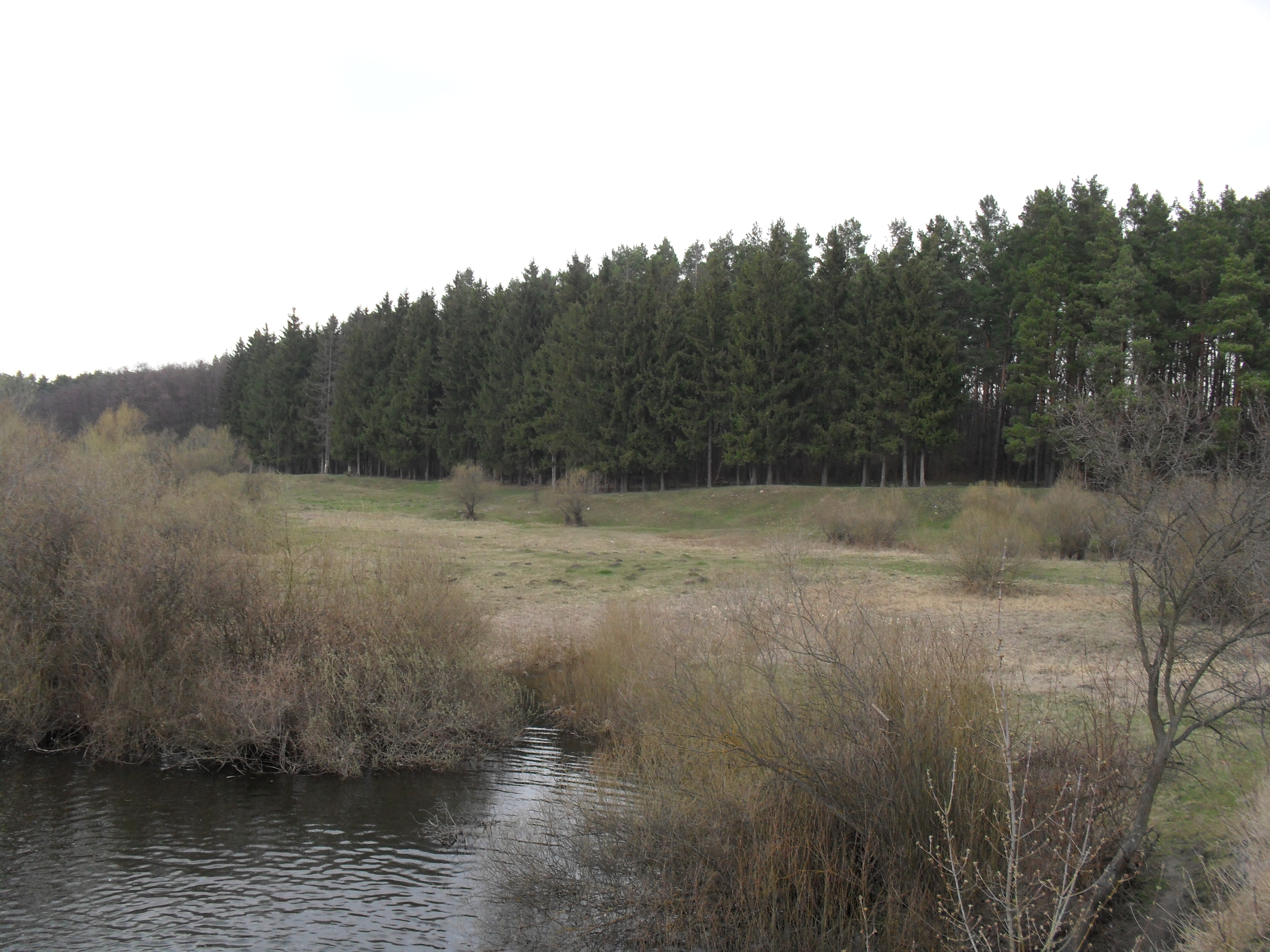
Краєвид
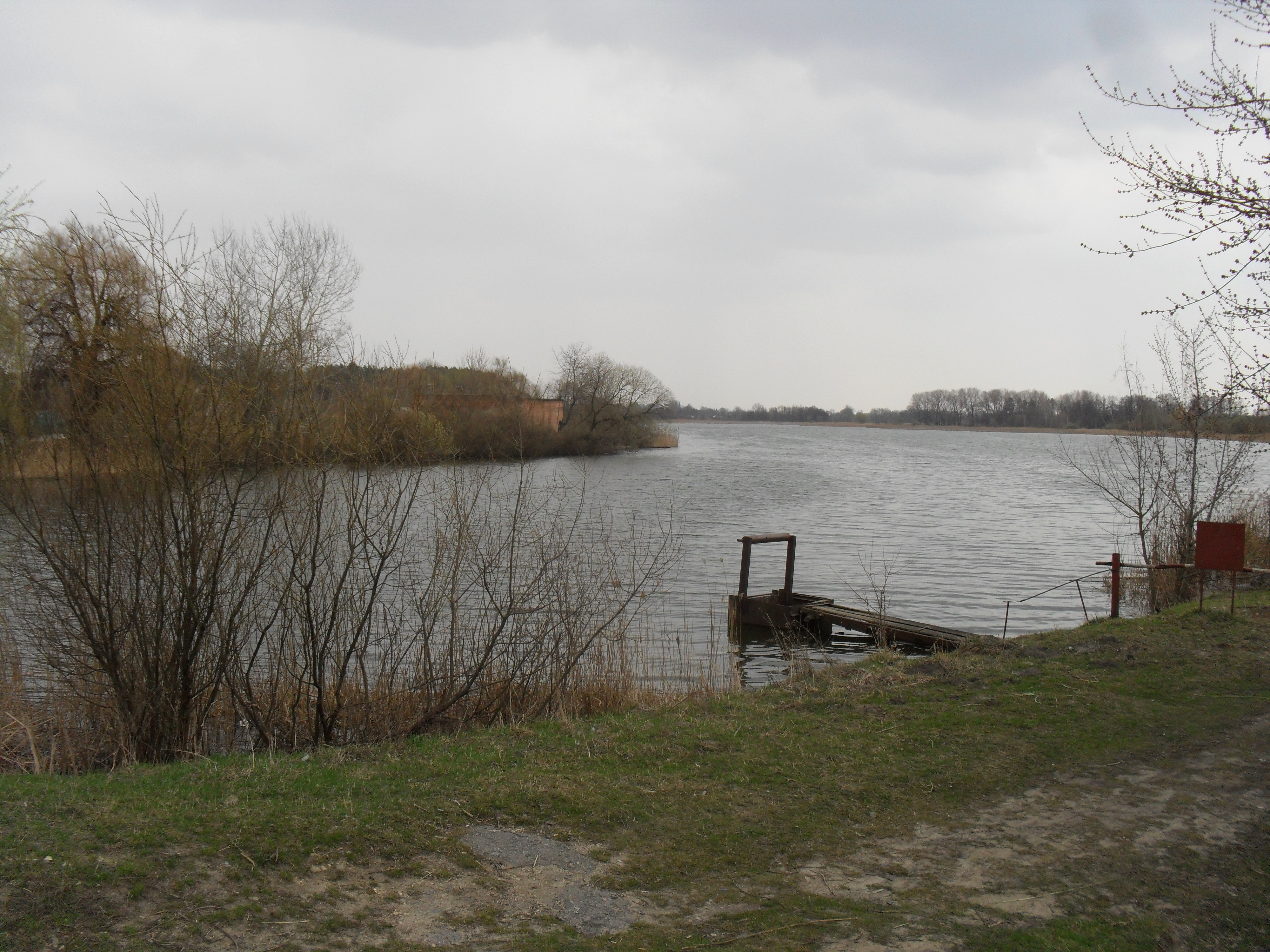
Річка
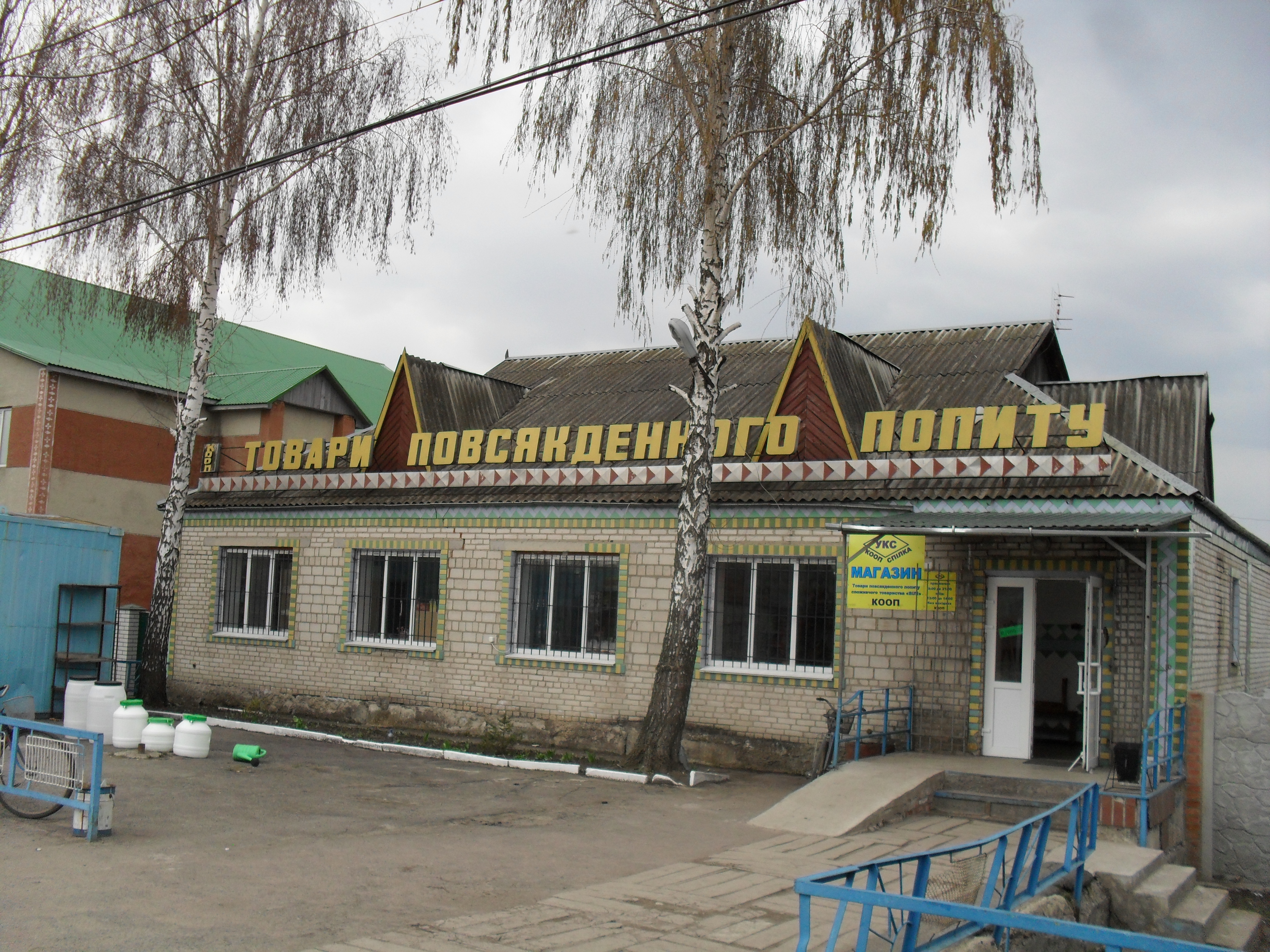
Магазин
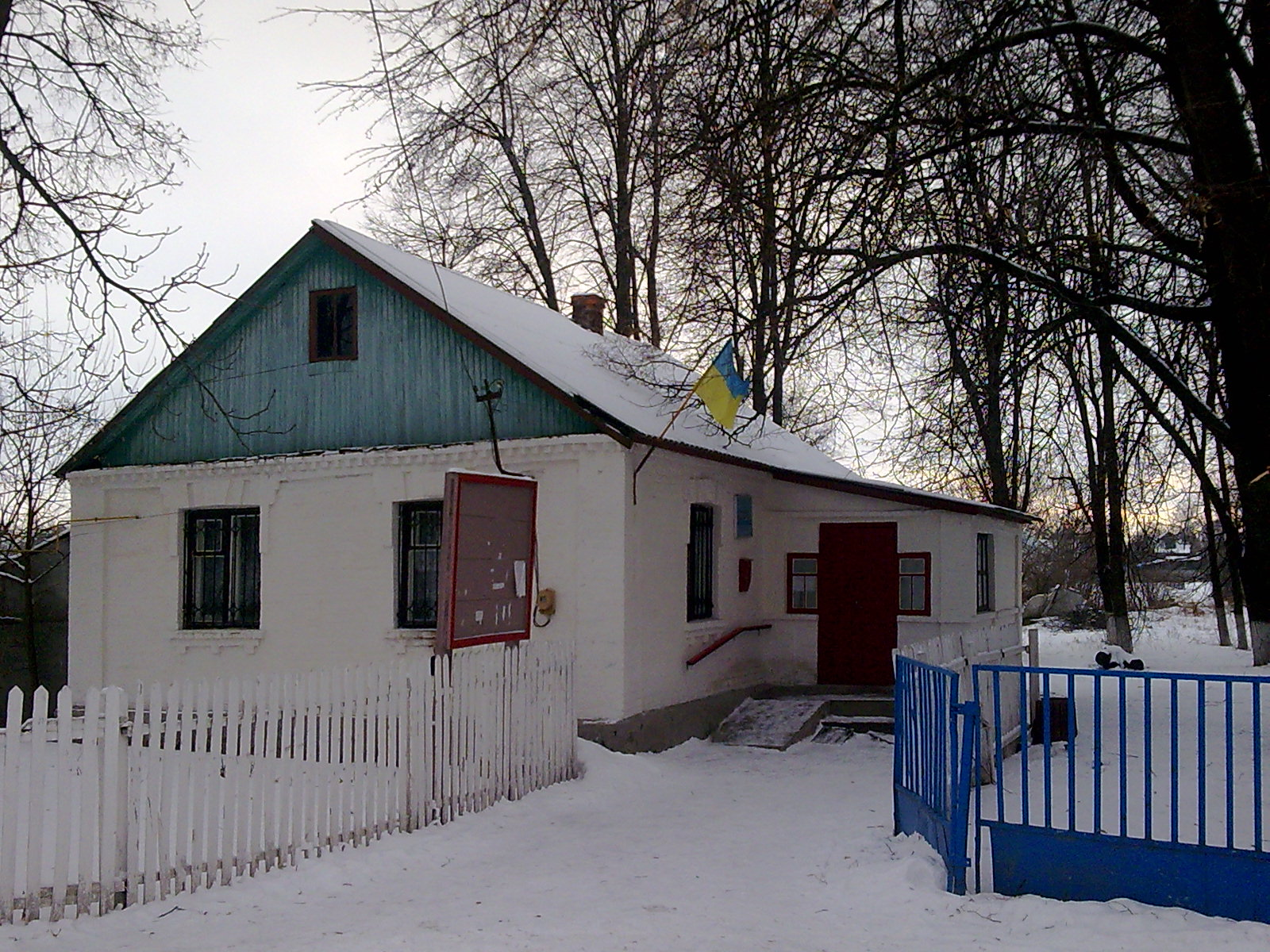
Сільська рада
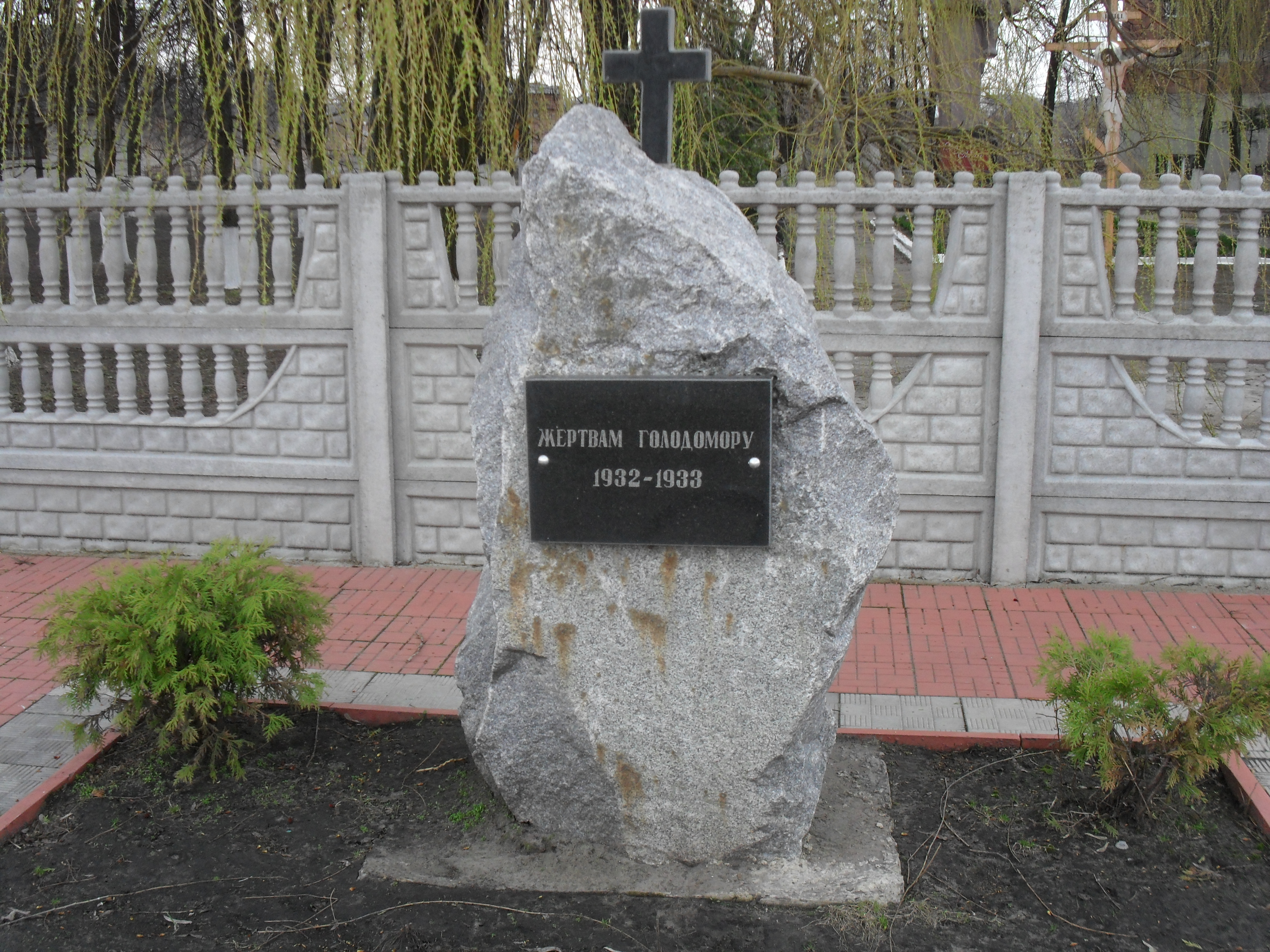
Пам'ятник жертвам Голодомору 1932-1933 рр.
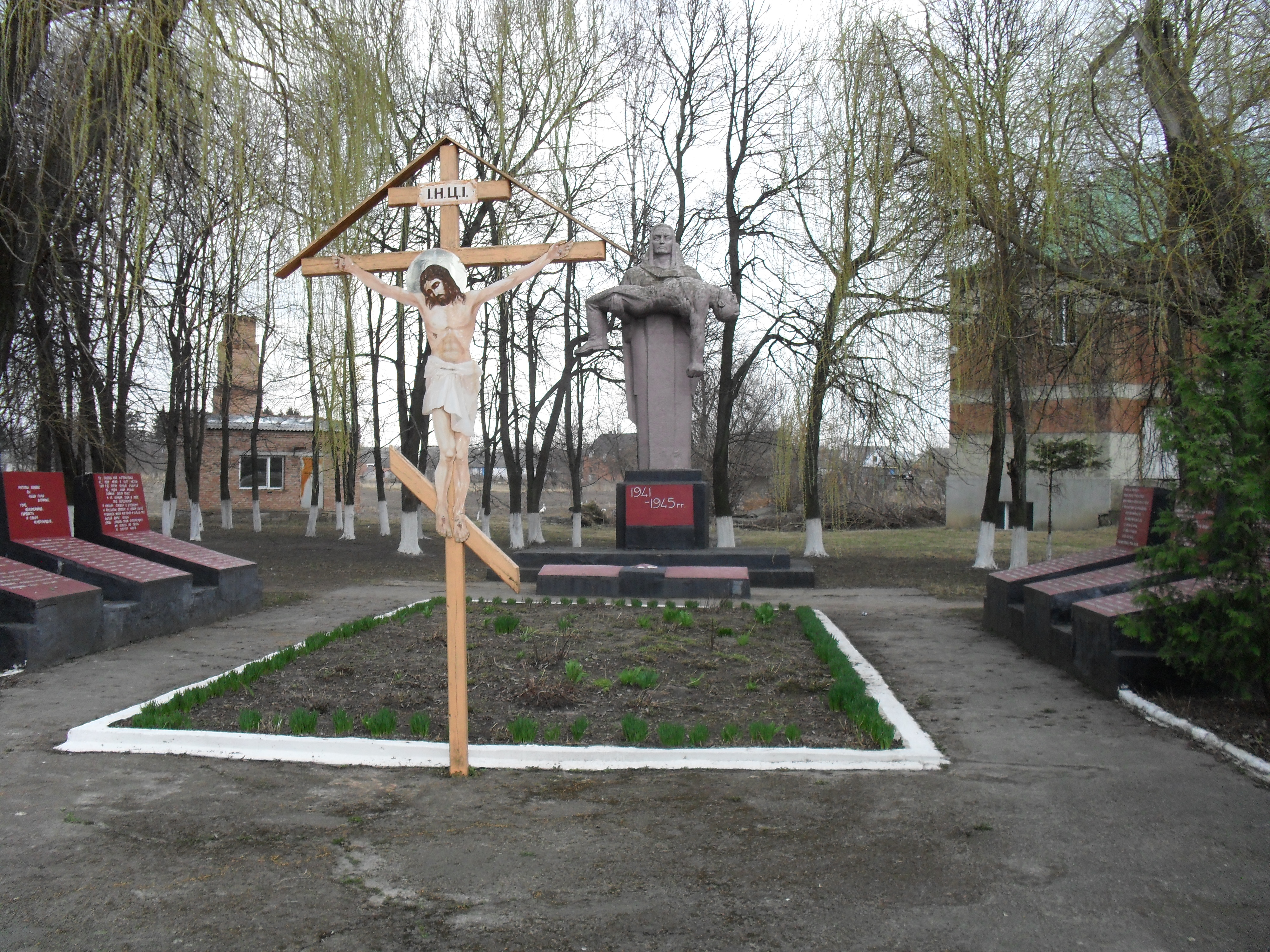
Братська могила
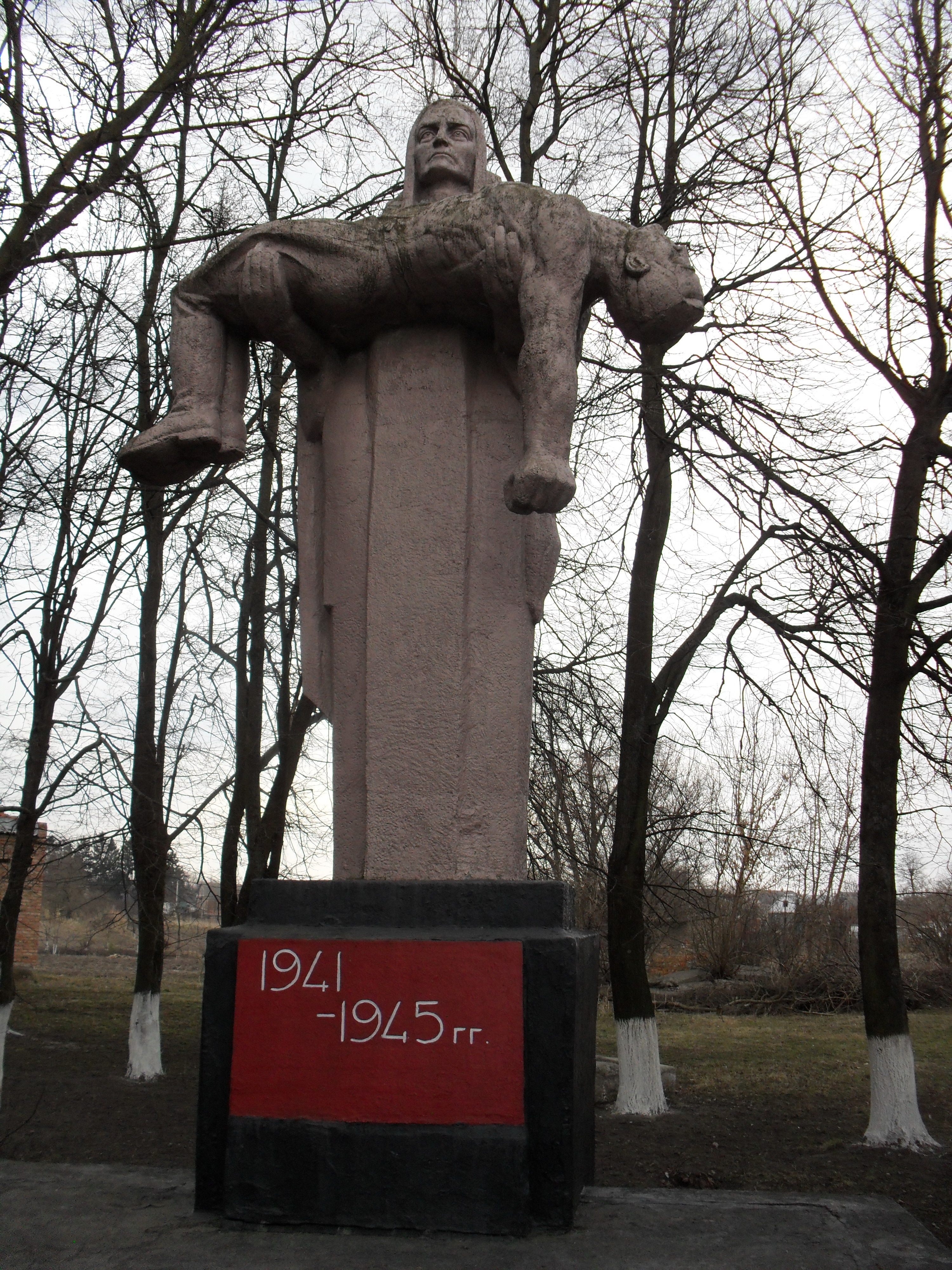
Пам'ятник на Братській могилі
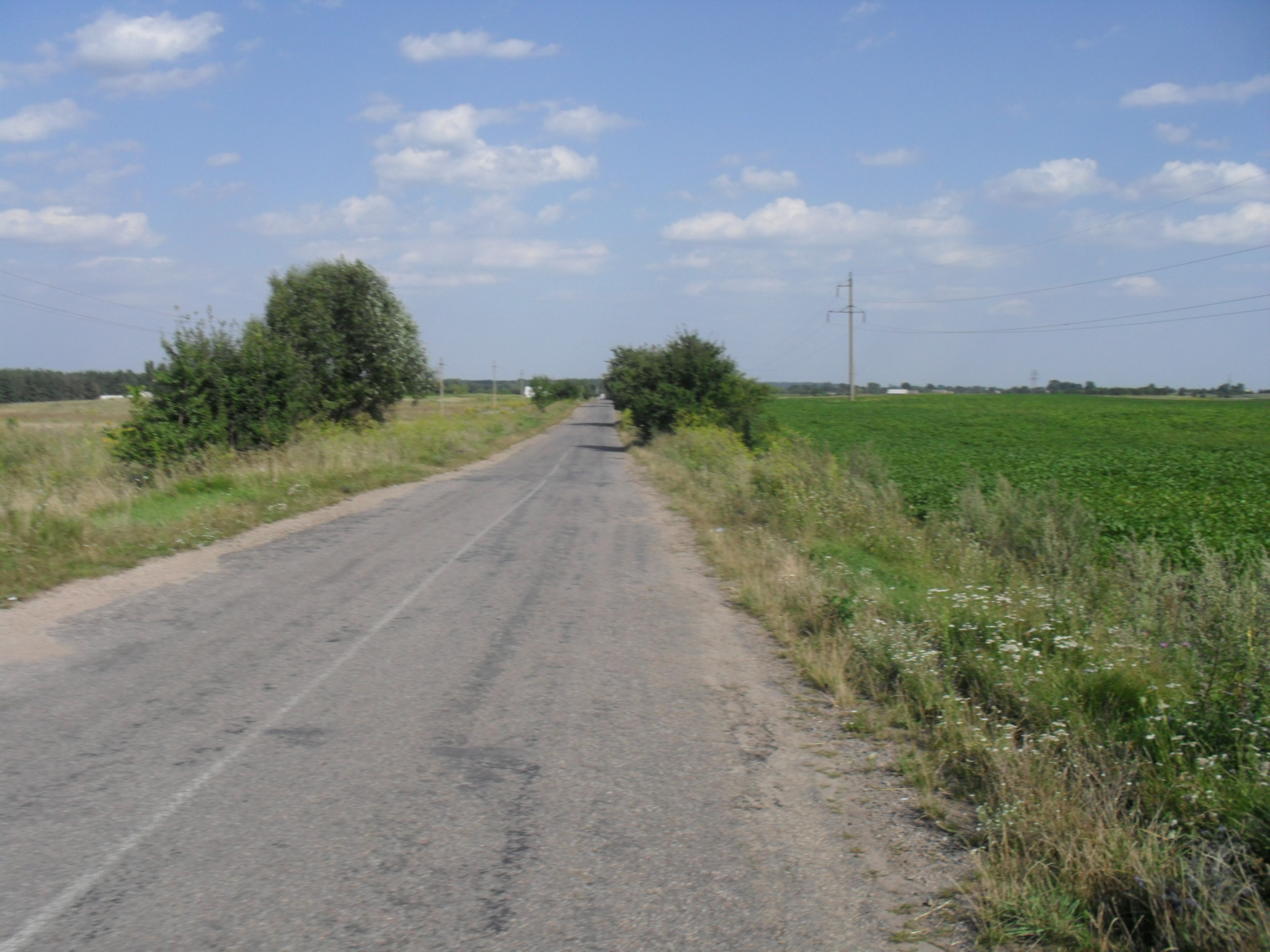
Дорога до Приборівки зі сторони села Сиваківці
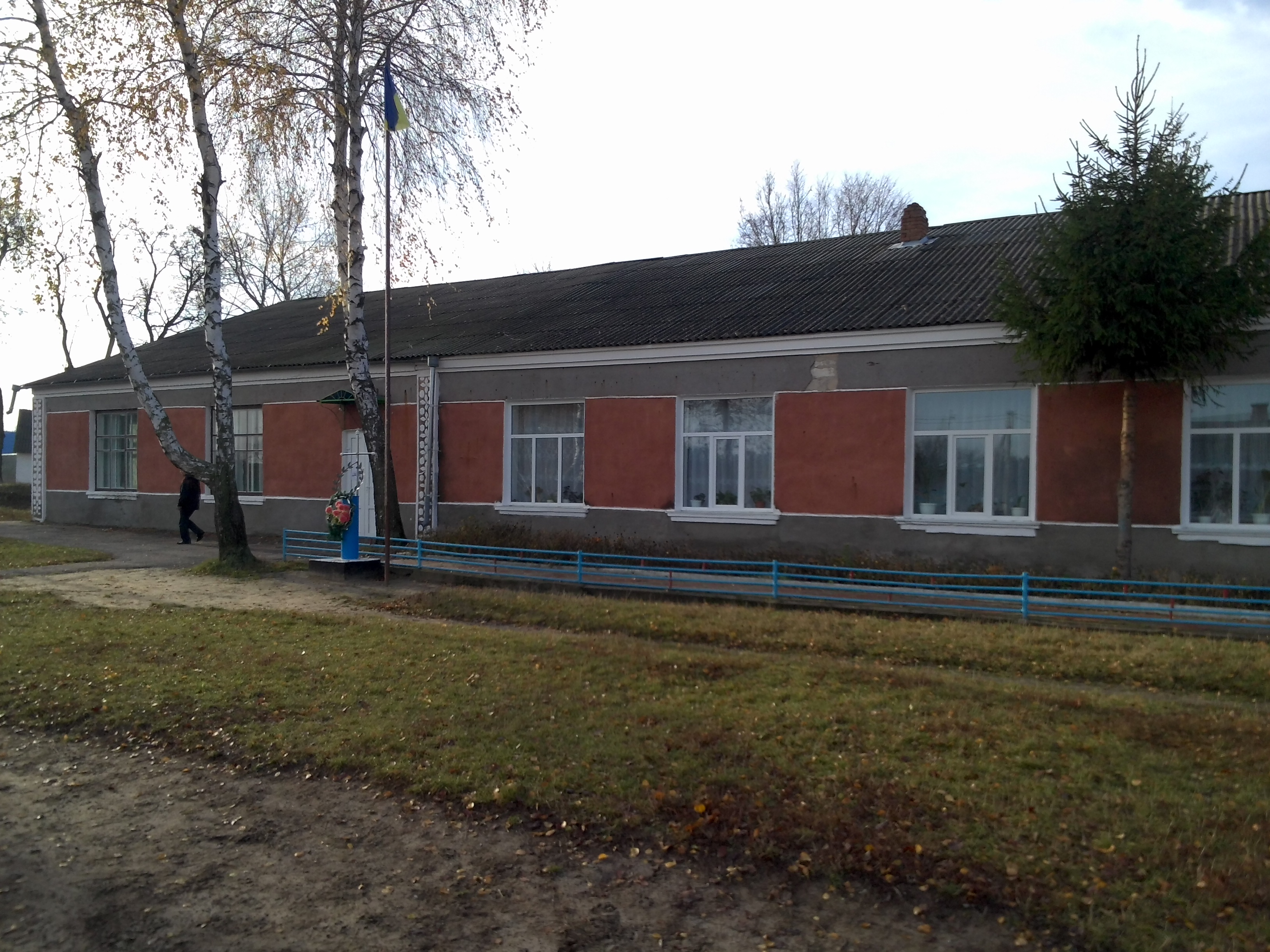
Школа
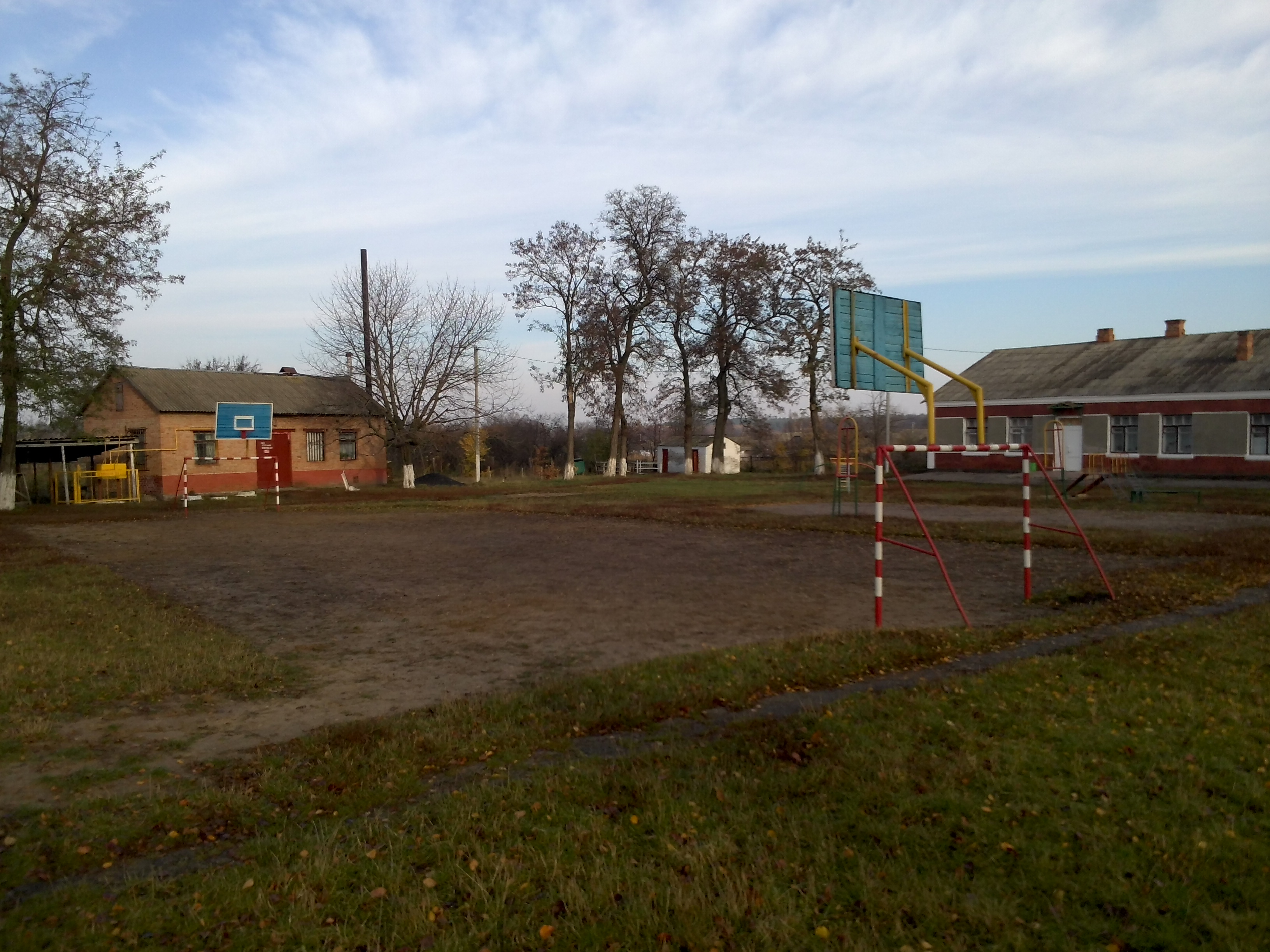
Спортивний майданчик на території школи
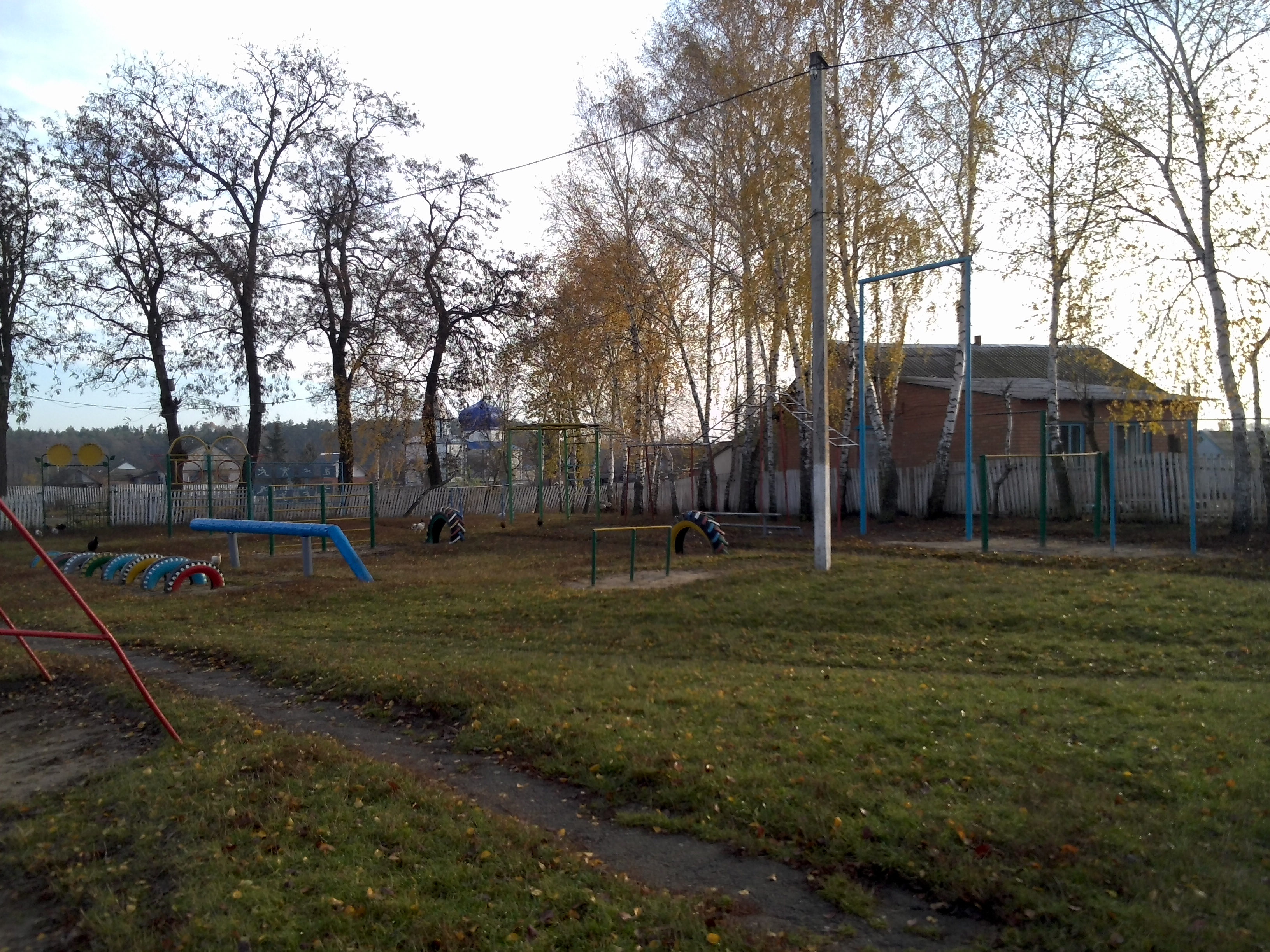
Спортивний майданчик на території школи
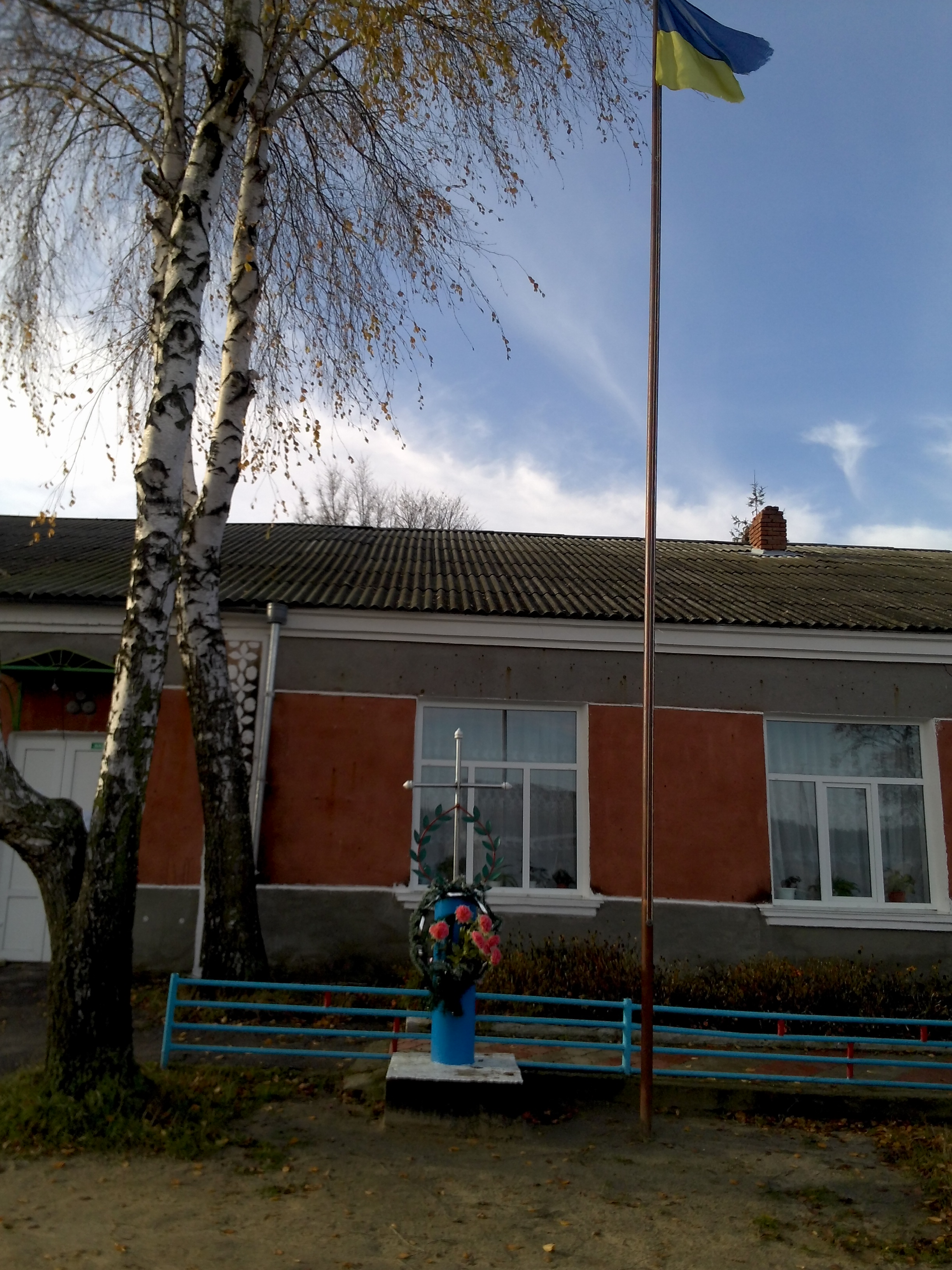
На території школи

.